# Château de Koudryntsi
Les ruines du château de Koudryntsi (en ukrainien : Кудринецький замок, Koudrynetskyï zamok) sont perchées sur une colline s'élevant au-dessus de la rivière Zbroutch, dans l'oblast de Ternopil, en Ukraine, 25 km au sud-ouest d'une plus grande forteresse, à Kamianets-Podilskyï. 
La construction du château, due à Jan Szczęsny Herburt, remonte au début du XVIIe siècle. Tout au long du siècle suivant, il subit des sièges répétés par les Cosaques et les Turcs. Au XIXe siècle, certaines parties des murs étaient écroulées et la structure fut abandonnée.